# 约翰·特纳
约翰·内皮尔·溫德姆·特纳 PC CC QC（1929年6月7日—2020年9月19日），加拿大政治人物和律師，1984年6月至9月間為第十七任加拿大总理。
他曾於1960和70年代在前總理萊斯特·皮爾遜和皮耶·杜魯多的內閣中擔任司法部長和財政部長等職位，1976年起暫別政壇，1984年復出並當選加拿大自由黨黨魁。他於1984年6月就任總理後不久宣布舉行聯邦大選，然而自由黨在該屆大選失利，特納的總理生涯遂告終結。他的任期只得11個星期，為加國歷來在任時間第二短的總理，僅次於查尔斯·塔珀。自由黨成為國會下議院第二大黨，留任黨魁的特納遂兼任加拿大官方反對黨領袖。他於1990年辭任黨魁，再於1993年離任國會下議院議員。

## 早年生活
特納於1929年在英國大倫敦地區里奇蒙出生，為家中長子，弟弟米高於1930年出生後不久去世，此外還有妹妹布倫達（Brenda Turner）。他的父親倫納德（Leonard Turner）為一名記者，母親菲利絲（Phyllis Gregory）則為倫敦政治經濟學院博士生。倫納德於1932年因不明原故去世（後來確認為甲狀腺功能亢進症），菲利絲遂攜同約翰和布倫達返回她的原居地－加拿大卑詩省羅斯蘭。菲利絲其後受聘於加拿大聯邦政府關稅局，一家遂遷居安大略省渥太華。
菲利絲於1945年與工業家羅斯（Frank Mackenzie Ross）結婚，其後舉家遷居溫哥華。約翰同年到當地的卑詩大學修讀政治學，期間在該校學生報擔當記者，並成為該校田徑隊成員。他於1947年以9.8秒創下加拿大100米短跑紀錄，並獲取1948年奧運會參賽資格，但在一次交通意外中傷及膝部而無緣赴會。他於1949年從該校獲取文學士學位，並在羅德獎學金資助下於1950年往英國牛津大學的莫德林學院修讀法律，1952年畢業後到巴黎大學進修並學習法語。他完成學業後返回加拿大，加入魁北克省蒙特婁的斯泰克曼與艾略特律師事務所（Stikeman Elliott），1954年獲得魁省執業律師資格。
特納的繼父羅斯於1955年獲任命為卑詩省省督，特納遂有份歡迎於1958年到訪當地的瑪嘉烈公主。特納和瑪嘉烈兩人在溫哥華一場舞會中共舞，惹來外界揣測兩人關係。瑪嘉烈曾於書信中向友人表示她差點與特納結婚，但無從得知她撰寫該句時是否認真。兩人其後保持友好關係，特納偶有到巴爾莫勒爾城堡作客，而他亦於1960年應邀出席瑪嘉烈與安東尼·阿姆斯特朗-瓊斯的婚禮。特納則於1962年競逐國會議席時結識助選團成員吉爾·喬高（Geills Kilgour），兩人於1963年結婚，育有四名子女。

## 從政
特納於1957年獲聯邦自由黨要員克拉倫斯·豪邀請，替該黨在紐賓士域省競逐連任國會議員的候選人統籌競選活動。該候選人成功連任，而特納在往後數年則獲邀出席數個自由黨政策大會及發表演說。隨著1962年聯邦大選將至，在野的自由黨在全國羅致多名年輕人材，以期在大選擊敗尋求連任的執政進步保守黨。在另一名自由黨要員老保羅·馬丁（Paul Martin Sr.）游說下，特納決定角逐該黨的蒙特婁地區聖羅倫斯－聖佐治選區候選人資格，1962年5月勝出。特納再於同年6月舉行的聯邦大選中以2200多票之差擊敗尋求連任的進步保守黨候選人錢伯斯（Egan Chambers），首次晉身國會下議院。
進步保守黨在該屆大選贏取少數政府繼續執政，但少數政府不足一年便倒台，觸發另一場大選。在1963年4月舉行的聯邦大選中，特納和錢伯斯再度對壘，結果特納以4700多票之差擊敗錢伯斯順利連任。自由黨亦擊敗進步保守黨，以少數政府姿態上台執政。特納於該屆下議院會期出任加拿大北部事務和自然資源部長的國會秘書。
自由黨在1965年聯邦大選保著少數政府地位，而連任下議院議員的特納則獲總理萊斯特·皮爾遜委入內閣成為部長級官員，但未被指派負責某一個部門。特納於1967年4月出任註冊總長，同年12月起兼任消費者及企業事務部長。
皮爾遜於1967年12月宣布辭任總理和自由黨黨魁並退出政壇，特納隨後宣布競逐黨魁職位。黨魁選舉在1968年4月舉行，特納在投票前一晚發表演說時提及希望收窄國內貧富差距、推出惠及小型企業的政策、以及應對國內法語系居民的訴求，並謂「這是我的時機」（"My time is now."）。特納在第四輪投票獲得195票，大幅落後得票第二多的溫特斯（Robert Winters）和當選黨魁的皮耶·杜魯多；繼任總理的杜魯多隨即委任特納為律政專員。

## 杜魯多內閣、暫別政界
杜魯多繼任總理後不久請示總督解散下議院，並定於1968年6月舉行聯邦大選。聖羅倫斯－聖佐治選區在該屆大選解散並改歸入其他選區，特納遂改到新成立的渥太華－卡爾頓選區參選，並順利當選該區下議院議員。自由黨贏取多數政府繼續執政，總理杜魯多則調派特納出任司法部長。特納任職司法部長期間改革加拿大刑事法制度，當中包括擴大被告受審時的權益、增加司法制度的效率、以及成立法律改革委員會。
此外，他亦為杜魯多在1970年十月危機期間實施《戰爭措施法令》的決定護航。為了保障公民權利，特納堅持該法於1971年4月30日取消。隨著該日子將至，杜魯多要求司法部草擬另一條類似法案以取代該法，但受到特納反對。他更聲言杜魯多若一意孤行的話便辭任司法部長，最終獲杜魯多改變初衷。
特納於1972年1月改任財政部長。自由黨於同年10月舉行的聯邦大選中失掉多數政府，但仍以少數政府姿態執政。為了保著國民支持，特納宣布減稅和增加退休金額等措施。然而，經濟增長放緩、物價騰漲、政府赤字上揚、加上石油價格暴升和布雷頓森林體系結束等因素，皆為特納帶來挑戰。特納於1974年5月公布的財政預算案不獲國會通過，自由黨少數政府遂告倒台。
1974年聯邦大選競選期間的主要議題為國內通脹問題，在野進步保守黨就此建議實施工資和物價管制，受到自由黨強烈批評。然而，自由黨在大選贏取多數政府後，杜魯多於1975年改變初衷，決定實施工資和物價管制；外界有傳此舉並不為特納所支持。隨著特納和杜魯多漸生分歧，加上特納有感自己能在短期内接替杜魯多出任黨魁的機會微乎其微，他於1975年9月辭任財長。外界其後揣測特納會否競逐安大略自由黨甚至聯邦進步保守黨的黨魁職位，但他卻於1976年2月辭任國會議員並宣布退出政壇，同年加入多倫多卑街一律師事務所，出任企業律師。
自由黨於1979年聯邦大選敗於進步保守黨後，杜魯多辭任黨魁，但特納表示無意競逐黨魁職位。進步保守黨少數政府不足一年内倒台，杜魯多隨即復任黨魁，並於1980年聯邦大選擊敗進步保守黨重奪執政權。

## 出任總理
1984年進行的民調顯示杜魯多若留任自由黨黨魁的話，該黨將於來屆聯邦大選落敗，促使杜魯多於同年3月宣布辭任黨魁和總理。特納於同年3月16日宣布復出政壇並角逐黨魁職位，再於同年6月16日舉行的黨魁選舉中在第二輪投票擊敗讓·克雷蒂安當選黨魁，同月30日宣誓就任總理。當時他沒有國會議席，因此未能在議事廳代表自由黨議政。過去出現類似情況時，相關政黨通常有一名黨員禪讓其穩得議席，讓新任黨魁參與該區補選從而晉身國會。然而，特納表示無意以此方式重返國會，並留待來屆聯邦大選才代表自由黨競逐卑詩省的溫哥華奎特拉選區下議院議席。當時該黨持有的下議院議席中無一代表溫尼伯以西的選區；特納此舉為重建該黨在加拿大西部支持度的一環。
杜魯多離任總理前建議總督讓娜·索韋委任逾200名自由黨黨員出任上議院議員、法官、以及不同政府機構和國有企業董事局成員等政治回報職位。外界質疑部分獲委人士是否擁有足夠資歷來出任該些職位，而這些任命數目之多亦招來批評。縱然面對輿論壓力，特納不單沒有撤銷該些任命，還向總督建議委任另外70多人，以換取杜魯多提前離任。

### 1984年聯邦大選
特納本可留待最遲1985年才舉行聯邦大選，但當時自由黨内部民調顯示該黨支持度較進步保守黨為高，特納遂於1984年7月9日（即他當選黨魁後三星期）請示總督索韋解散國會，並定於同年9月4日舉行大選。然而，受政治回報任命事件等因素拖累，競選期間進步保守黨的支持度超越自由黨。
特納在競選期間的部分言行予人過時之感；他談及刺激就業措施時應用了過去常用的詞組而非較為正面的。此外，他出席一項競選活動時輕拍了自由黨主席艾奧娜·康帕紐羅（Iona Campagnolo）的臀部，備受女權主義分子所詬病。
進步保守黨黨魁白賴仁·梅隆尼在黨魁英語電視辯論中就政治回報任命事件攻擊特納，指特納本可撤銷杜魯多所建議的任命。特納謂自己別無他擇，梅隆尼則回應指：「先生，你本可選擇説不，而你則選擇向自由黨的舊態度和舊情節説好。」這被視為梅隆尼針對特納和自由黨的致命一擊。
受多項因素影響，加上自由黨失去傳統來自魁北克省的支持，該黨在大選中慘敗，僅保著下議院40個議席，遠遠落後進步保守黨的211席，為歷來勢力最懸殊的下議院議席分佈。特納的總理任期遂告終結；他的任期為加國歷來第二短，僅長於在任十星期的查爾斯·塔珀。特納在溫哥華奎特拉選區擊敗尋求連任的進步保守黨候選人，當選該區下議院議員並留任自由黨黨魁，此後兼任加拿大官方反對黨領袖。

## 黨魁歲月
經此一役，自由黨元氣大傷，特納的表現亦受到不少黨員質疑，但他於1986年自由黨全國大會的黨魁檢討中贏取足夠票數留任黨魁。與此同時，進步保守黨政府與美國就美加自由貿易協議磋商；特納認為該項協議將損害加拿大的主權地位。及至1988年7月，進步保守黨多數政府任期將近屆滿之際，該項協議呈交上議院作表決。特納利用自由黨在上議院的優勢，指示該黨上議員阻礙表決程序。總理梅隆尼遂解散國會並定於同年11月末舉行聯邦大選，自由貿易協議成為競選期間的主要議題。
在同年10月舉行的黨魁英語電視辯論中，特納抨擊梅隆尼，指他憑自由貿易協議上的「一個簽名」便「出賣了加拿大人」。特納的表現理想，帶領自由黨的支持度上升，到11月初在民意調查領先進步保守黨六個百分點。進步保守黨遂進行反擊，在全國推出宣傳攻勢，宣揚自由貿易協議的好處之餘亦抨擊特納，指他反對協議的言行誤導公眾，又指他作為自由黨黨魁卻領導無方。宣傳攻勢奏效，且反對協議的票源被自由黨和新民主黨攤分，進步保守黨遂於大選中保著多數政府地位。自由黨雖未能重拾執政權，但在下議院的議席總數回升至83席，而特納本人亦在溫哥華奎特拉選區連任。
特納於1989年5月宣布計劃辭任黨魁；他留任至新任黨魁克雷蒂安於1990年6月當選為止。他於1990年2月離任官方反對黨領袖，由赫布·格雷繼任。特納留任溫哥華奎特拉選區下議院議員至1993年聯邦大選，此後則離開政壇。

## 離開政壇、去世
特納辭任黨魁後在米勒湯森律師事務所（Miller Thomson LLP）恢復律師工作，後來掌管該行的獎學金項目。他於1994年10月獲頒加拿大同伴勳章（1995年5月敘任）。2004年12月，烏克蘭總統選舉的第二輪投票重新舉行，加拿大觀察員團隊中包括特納。
特納於2020年9月19日在多倫多家中去世，享年91歲。喪禮於同年10月6日在多倫多的聖米迦勒聖殿主教座堂以國葬形式舉行；鑒於冠狀病毒疫情，儀式只供受邀人士出席並不進行公眾憑弔。

## 榮譽

特納的盾徽，視者左上方的楓葉圖案代表特納曾任總理

### 殊勳
| 綬帶 | 勳章                           | 注釋 |
|      | 加拿大同伴勳章（C.C.）         | - 1994年10月19日頒發 - 1995年5月3日敘任                                                                     |
|      | 加拿大聯邦成立百週年紀念勳章   | - 1967年頒發 - 特納當時出任聯邦內閣部長和國會下議院議員，在加拿大排名名單之列，遂獲發此勳章。               |
|      | 伊利沙伯二世銀禧獎章（加拿大） | - 1977年頒發 - 特納當時出任聯邦內閣部長和國會下議院議員，在加拿大排名名單之列，遂獲發此勳章。               |
|      | 加拿大聯邦成立125週年紀念勳章  | - 1992年頒發 - 特納為前任總理和加拿大樞密院成員，在加拿大排名名單之列，遂獲發此勳章。                       |
|      | 伊利沙伯二世金禧獎章（加拿大） | - 2002年頒發 - 特納為前任總理、加拿大同伴勳章授勳者和加拿大樞密院成員，在加拿大排名名單之列，遂獲發此勳章。 |
|      | 伊利沙伯二世鑽禧獎章（加拿大） | - 2012年頒發 - 特納為前任總理、加拿大同伴勳章授勳者和加拿大樞密院成員，在加拿大排名名單之列，遂獲發此勳章。 |

### 名譽學位
| 地區     | 日期           | 院校         | 學位              |
| -------- | -------------- | ------------ | ----------------- |
|          | 1968年10月     | 紐賓士域大學 | 法學博士（LL.D）  |
| 安大略省 | 1969年春季     | 約克大學     | 法學博士（LL.D）  |
|          | 1980年         | 艾利森山大學 | 民事法博士（DCL） |
|          | 1994年11月24日 | 卑詩大學     | 法學博士（LL.D）  |
| 安大略省 | 1996年6月      | 多倫多大學   | 法學博士（LL.D）  |
| 安大略省 | 2002年         | 聖母升天大學 | 法學博士（LL.D）  |

## 外部連結
- （英文）加拿大國會網站 約翰·特納議員簡介 （页面存档备份，存于）

| 前任： 皮埃尔·特鲁多 | 加拿大總理 1984年 | 加拿大總理 1984年 | 继任： 马丁·布赖恩·马尔罗尼 |